# Prenolepis cyclopia
Prenolepis cyclopia (лат.) — вид муравьёв рода Prenolepis из подсемейства Formicinae (Formicidae), включающий мелких по размеру и как правило земляных насекомых.

## Распространение
Китай: провинции Гуйчжоу, Хунань, Чжэцзян.

## Описание
Рабочие мелкие, имеют длину около 4 мм, основная окраска желтовато-коричневая (голова и брюшко до чёрного). От близких видов (P. angularis) отличается более длинными усиками (а скапус превосходит задний край головы на половину своей длины), матовой поверхностью мезосомы с пунктировкой и продольными бороздками; глаза крупные. Заднегрудка округлая без проподеальных шипиков. Усики длинные, у самок и рабочих 12-члениковые. Жвалы рабочих с 6 зубцами. Нижнечелюстные щупики 6-члениковые, нижнегубные щупики состоят из 4 сегментов. Голени средних и задних ног с апикальными шпорами. Стебелёк между грудкой и брюшком состоит из одного сегмента (петиоль).

## Классификация
Вид был впервые описан в 2018 году китайскими мирмекологами (Chen, Zhilin & Zhou, Shanyi; Guangxi Normal University, округ Гуйлинь в Гуанси-Чжуанском автономном районе, Китай).